# Taronja Blanca

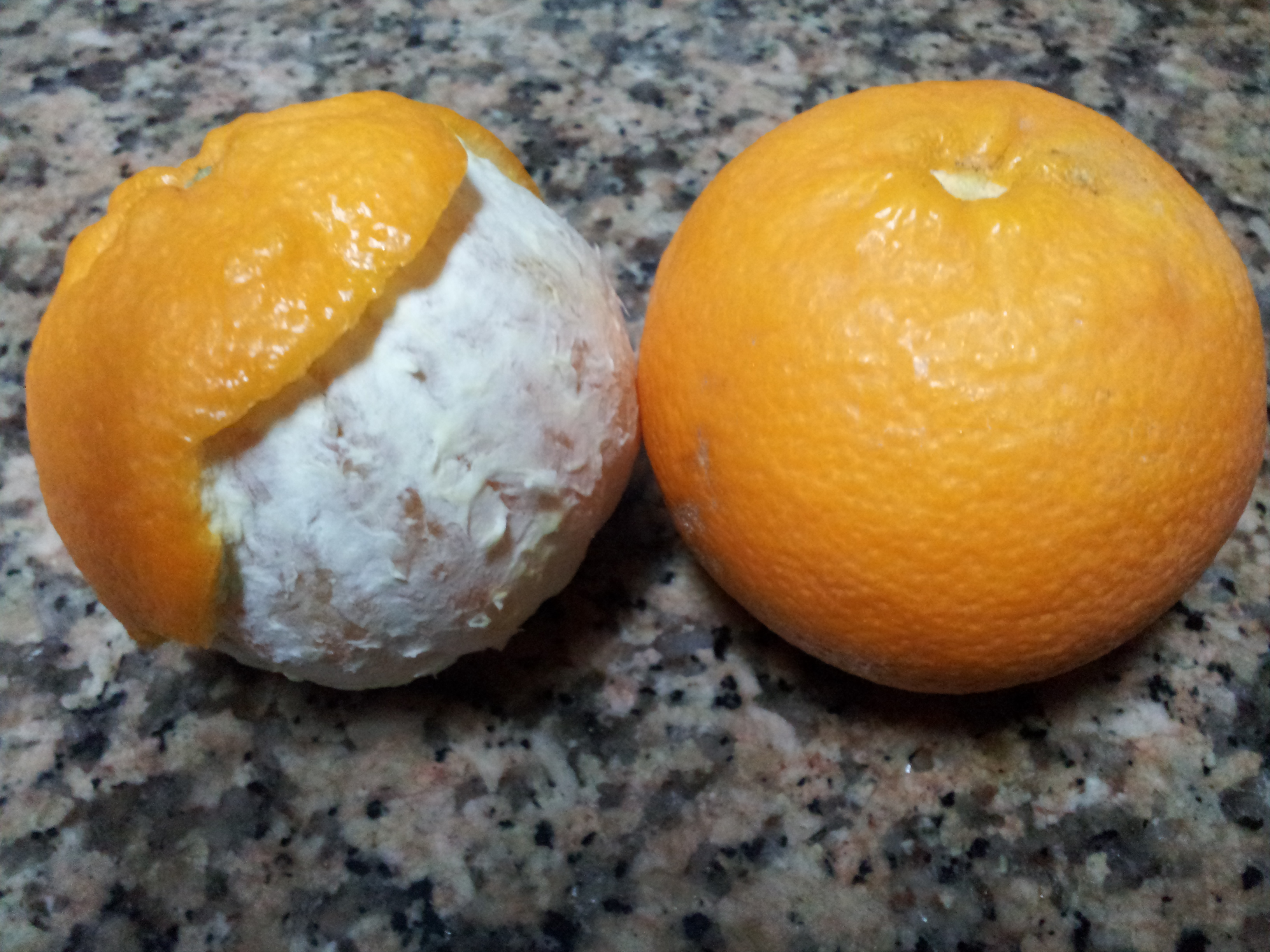
Taronges salustianes.

La taronja blanca també anomenada taronja de Califòrnia és una varietat de taronges.
Aquesta varietat va aplegar a ser la de més venuda a escala mundial pel seu gust saborós, encara que no totes les variants tenen gaire suc. No té melic, cosa que la diferencia del tipus nàvel. Tenen poques llavors o cap com la varietat seedless. Algunes varietats són: Salustiana, Valencia Late, Valencia Delta Seedless, Taronja Canoneta, Taronja Repica, Taronja Blanca Berna.